# Śmiertelne błogosławieństwo
Śmiertelne błogosławieństwo (ang. Deadly Blessing) – amerykański horror z 1981 roku w reżyserii Wesa Cravena. Zdjęcia kręcono na terenie stanu Teksas (m.in. w Waxahachie).

## Fabuła
Piękna, młoda kobieta poślubia członka dziwacznej sekty religijnej Hittite. Wśród jej wyznawców następuje seria niewyjaśnionych, tajemniczych zgonów. Dzieją się rzeczy przerażające – farmer zostaje przejechany przez własny traktor, inni giną od noży, pogryzieni przez pająki czy węże. Po śmierci męża kobieta czuje, że sama podlega działaniu jakieś dziwnej siły.

## Obsada
- Maren Jensen – Martha Schmidt
- Sharon Stone – Lana Marcus
- Susan Buckner – Vicky Anderson
- Jeff East – John Schmidt
- Colleen Riley (wymieniona w czołówce jako Coleen Riley) – Melissa
- Douglas Barr (wymieniony w czołówce jako Doug Barr) – Jim Schmidt
- Lisa Hartman – Faith Stohler
- Lois Nettleton – Louisa Stohler
- Ernest Borgnine – Isaiah Schmidt
- Michael Berryman – William Gluntz
- Kevin Cooney – szeryf
- Bobby Dark – dyrektor teatru
- Kevin Farr – gruby chłopiec
- Neil Fletcher – grabarz
- Jonathon Gulla – Tom Schmidt
- Chester Kulas Jr. – Leopold
- Lawrence Montaigne – Matthew Gluntz
- Lucky Mosley – Sammy
- Dan Shackleford – lekarz
- Annabelle Weenick – Ruth Schmidt
- Jenna Worthen – pani Gluntz
- Percy Rodriguez – narrator
- Michael Minton (niewymieniony w czołówce) – przyjaciel Leopolda
- Dean Nolen (niewymieniony w czołówce)

## Opinie o filmie
- The Best of Video. Poradnik: kino, tv, sat, video, pod red. Witolda Nowakowskiego[2]

Film pełen krwi i gwałtu.